# Jean Geiser

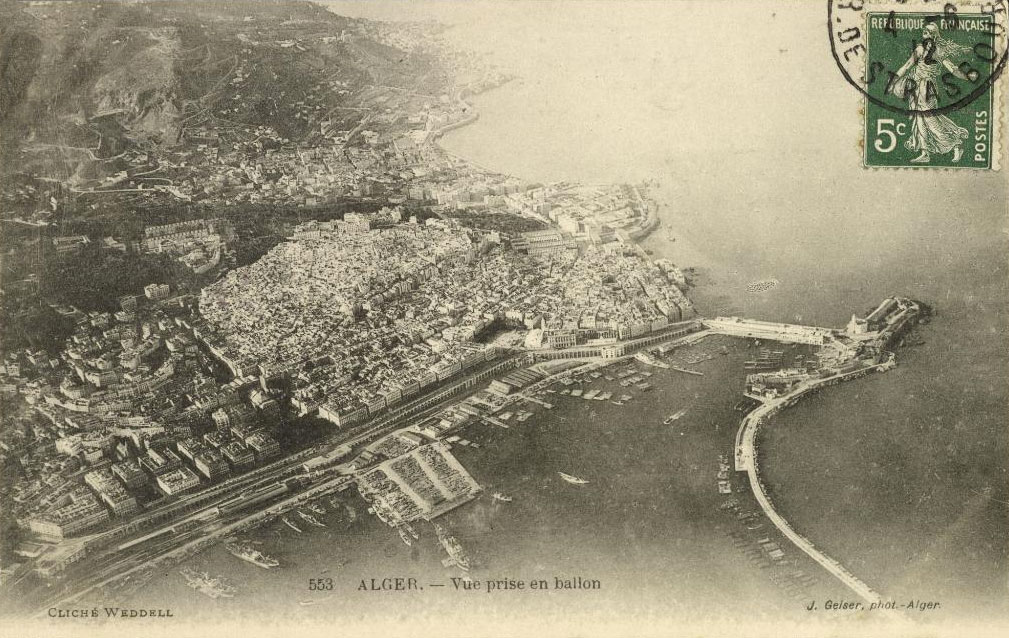
Pohled na Alžír z balónu, 1912

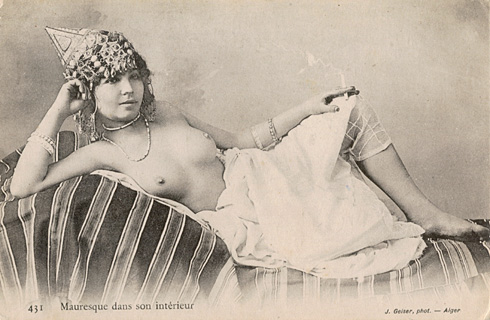
Maurské dívky

Jean Geiser (asi 1848 – asi 1923) byl švýcarský portrétní fotograf působící v Alžírsku, Maroku a Tunisku. Je autorem celé řady etnografických děl o Orientu, věnoval se též kartografii. V Alžíru založil vlastní fotografické studio.

## Život a dílo
Jeho datum narození je nejisté, neví se s jistotou, zda do Alžírska dorazil v roce 1852, nebo se v tomto roce narodil. Druhá hypotéza se zdá pravděpodobnější, ale objevuje se také zdroj uvádějící rok narození 1848.
Jeho fotografická kariéra trvala od roku 1868 až do jeho stáří. Má nespočet snímků s tématem severní Afriky, z nichž mnohé byly publikovány ve formě pohlednic. Je autorem celé řady aktů s orientální tematikou.
Zemřel v roce 1923 nebo 1924.

## Galerie

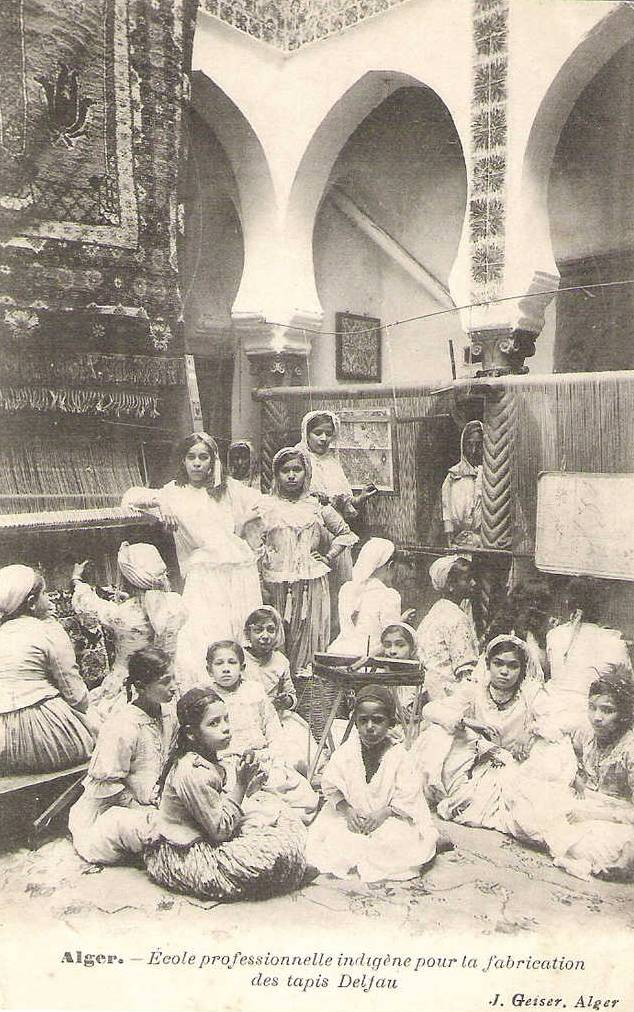
Alžír – Odborná škola pro domácí výrobu koberců Delfau
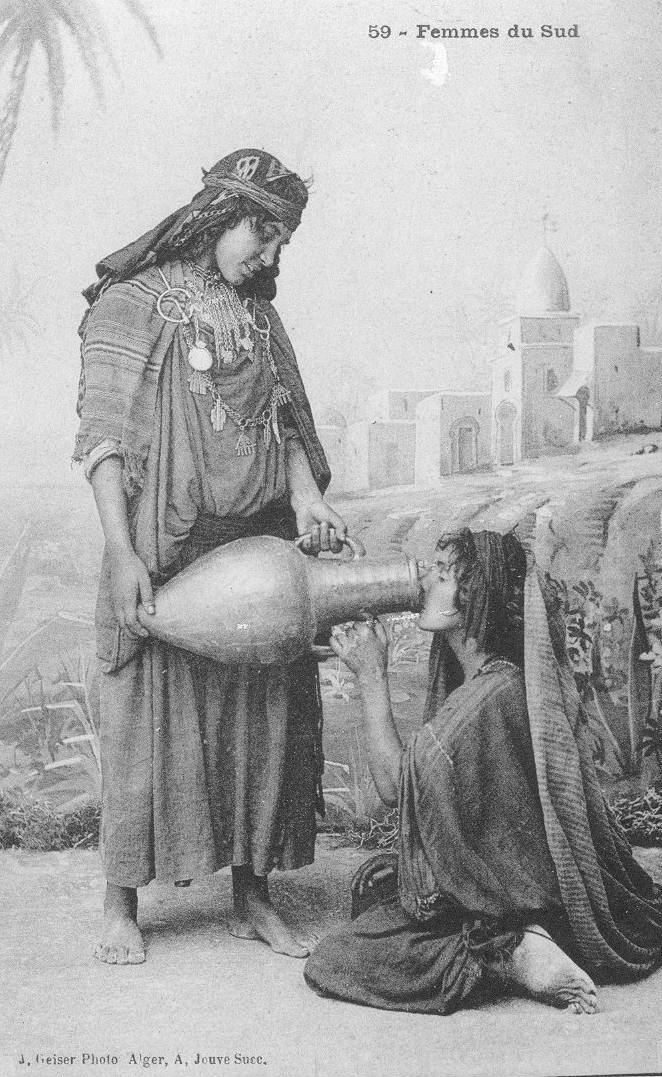
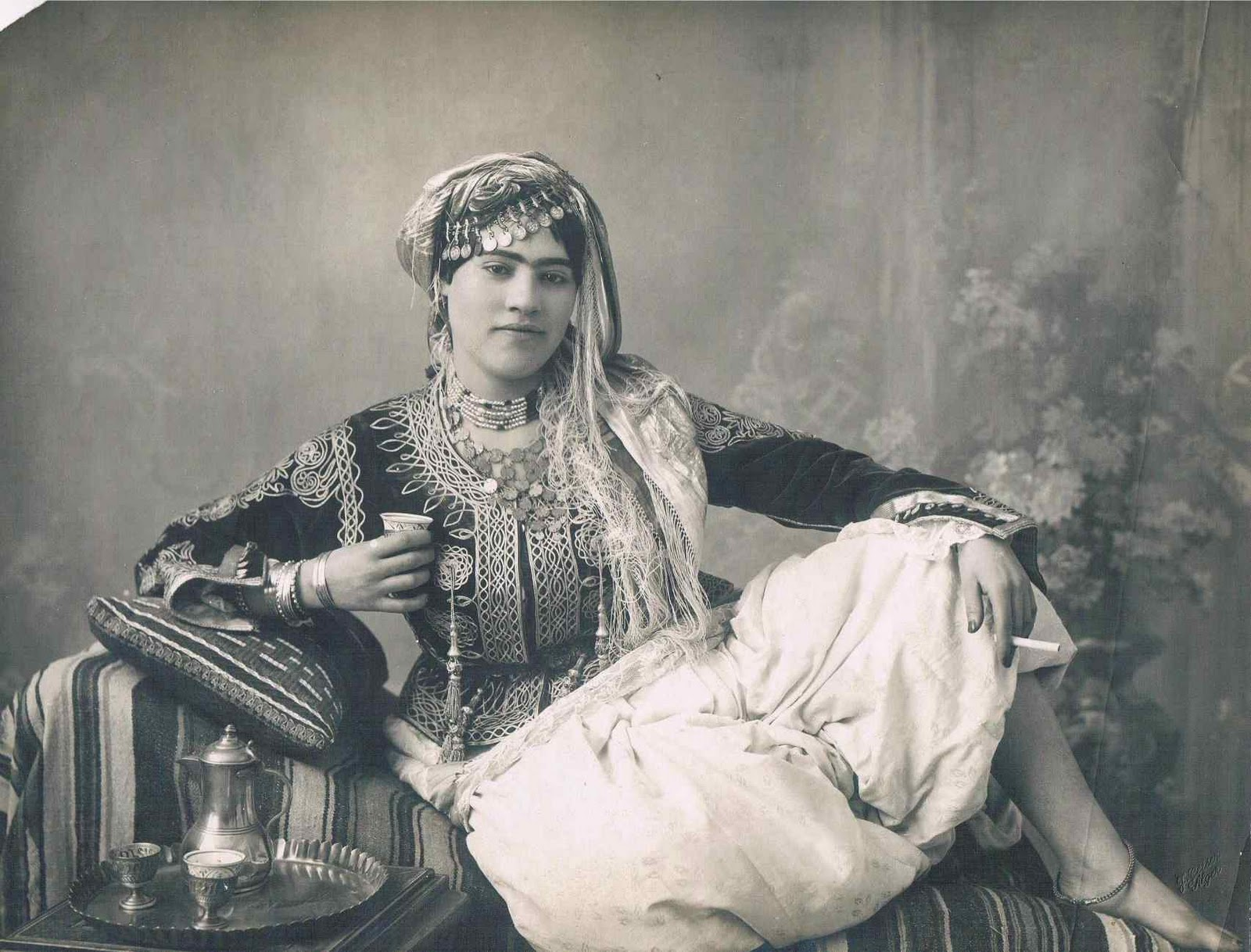
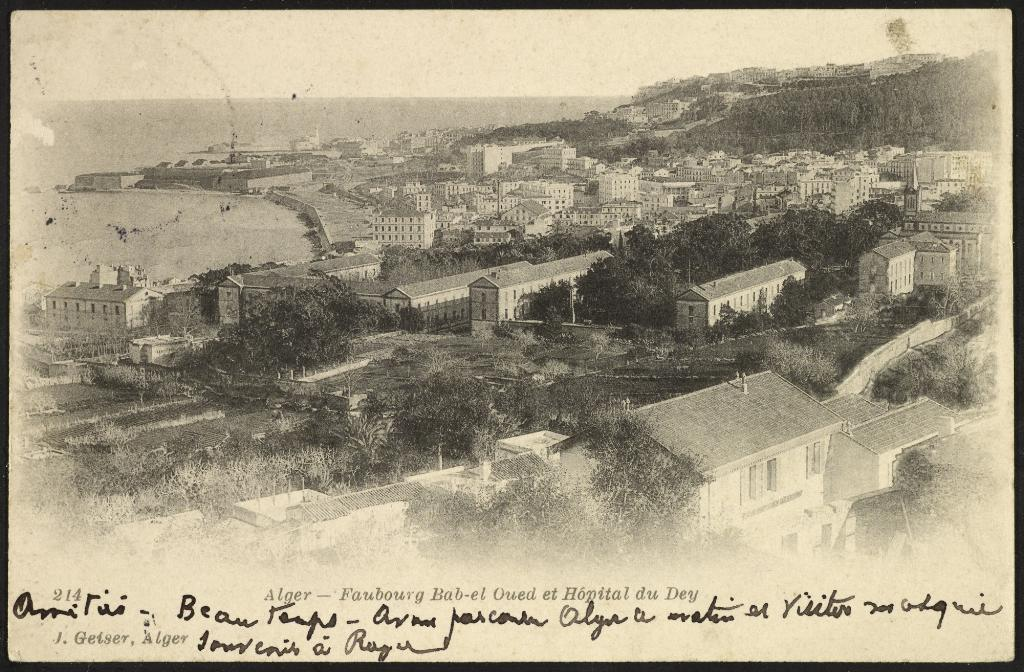
Suburb of Bab el-Oued and the Dey's Hospital (GRI)
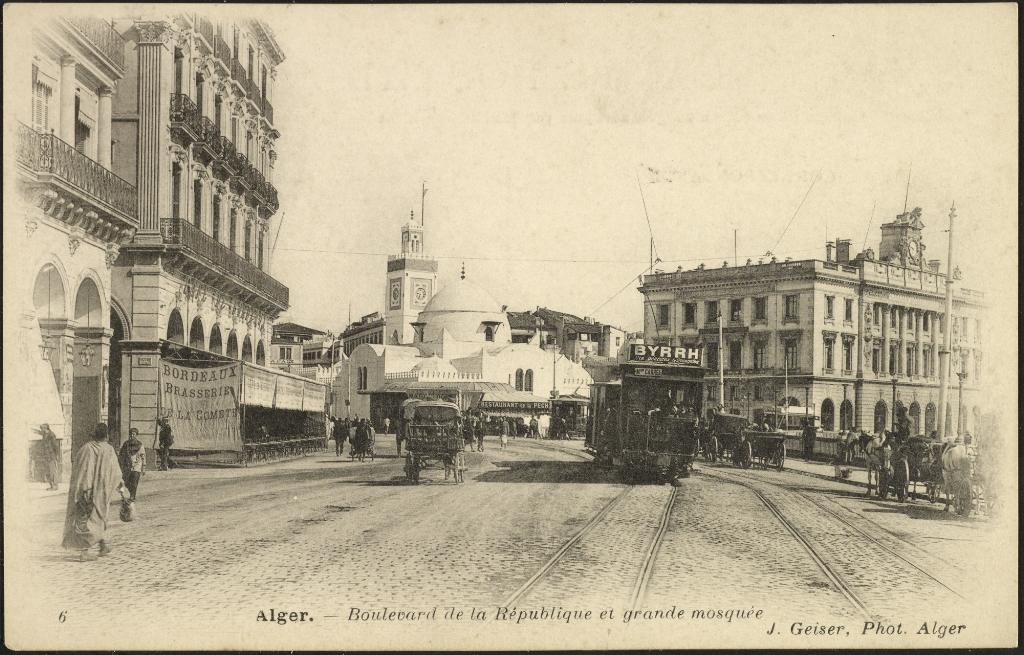
The Boulevard de la République and the Great Mosque (GRI)
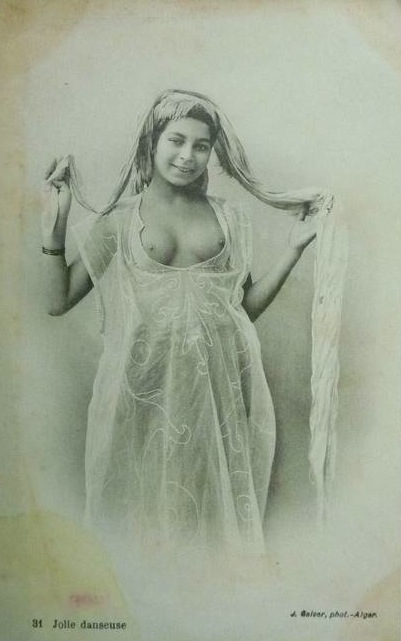
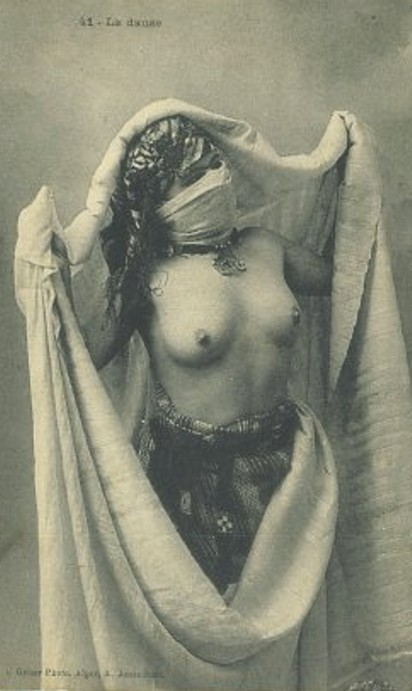
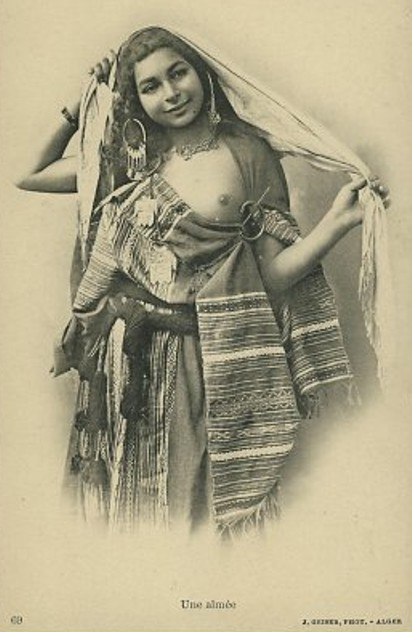
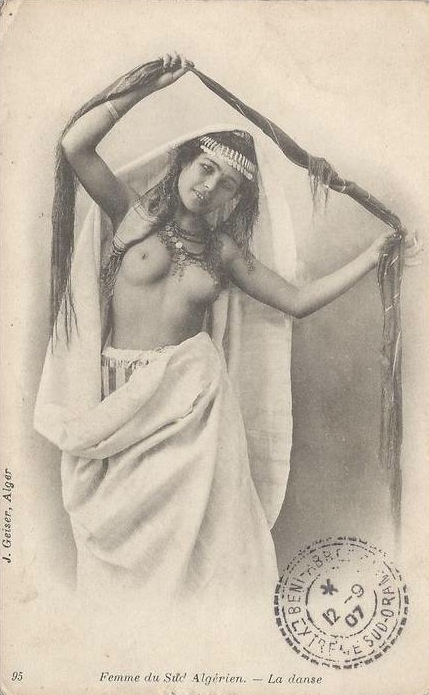
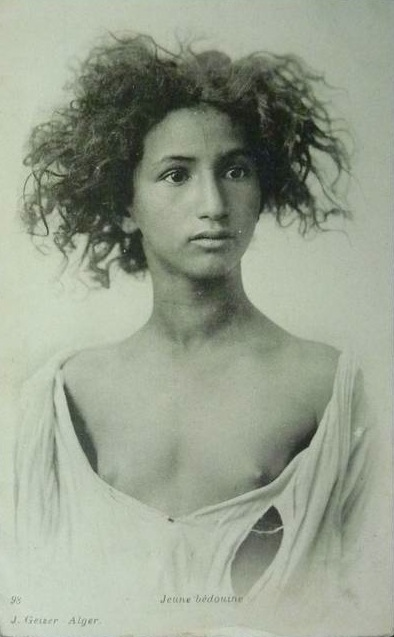
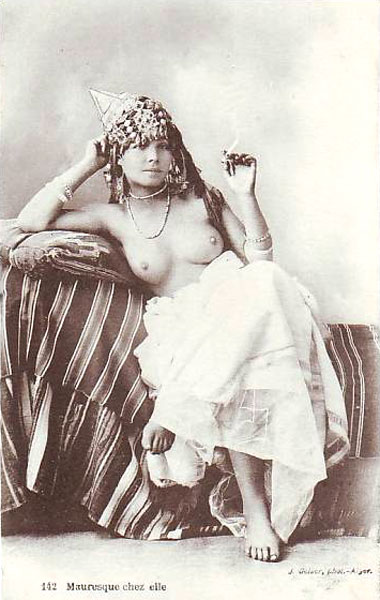
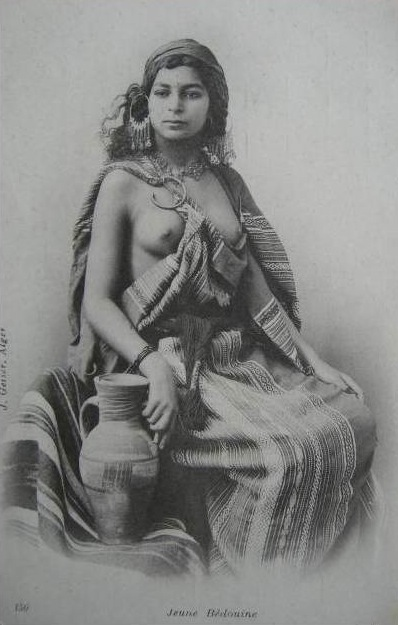
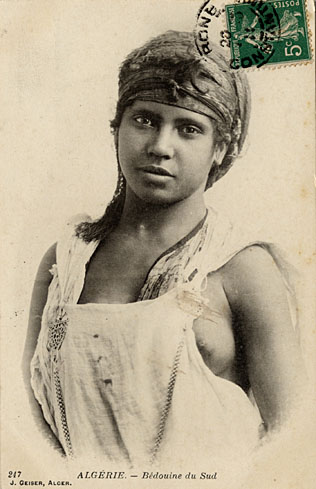
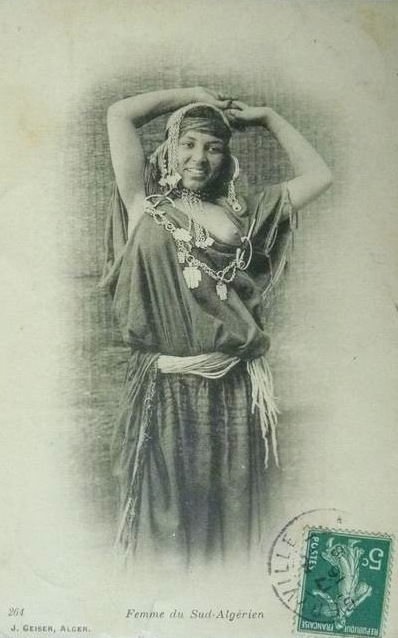
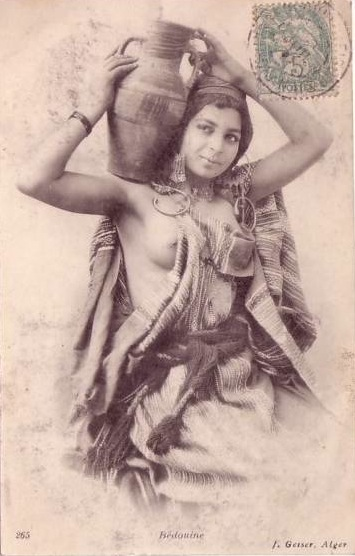
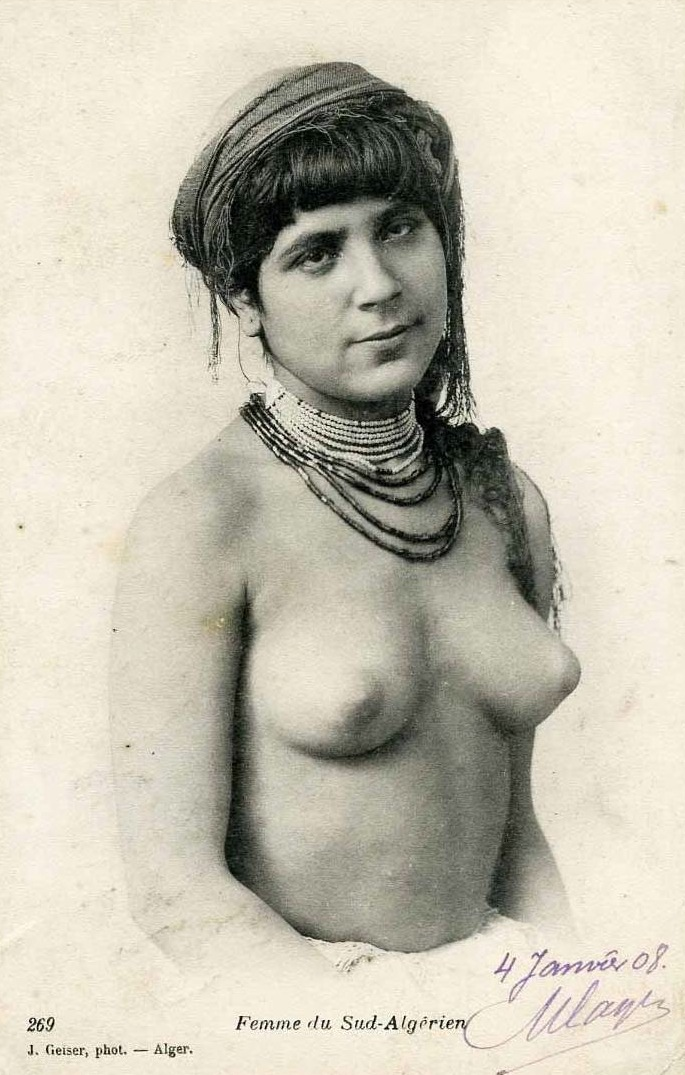
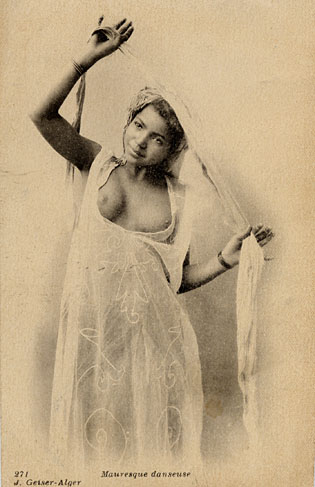
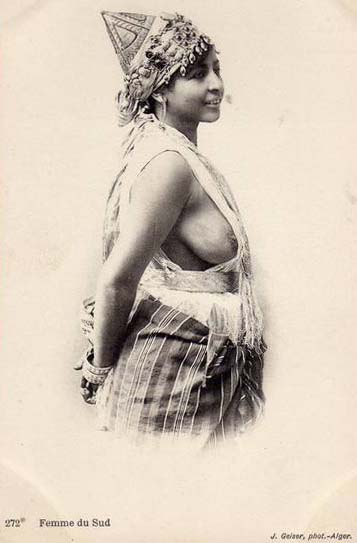
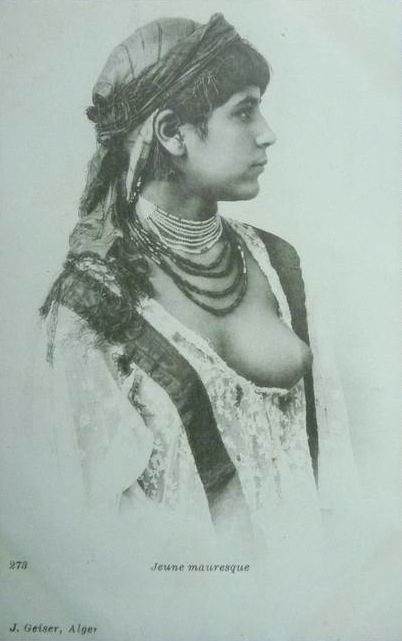
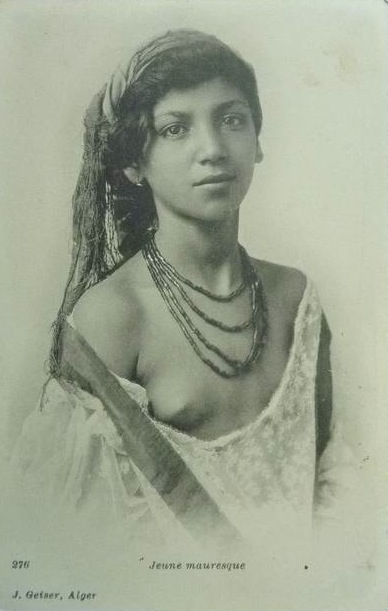
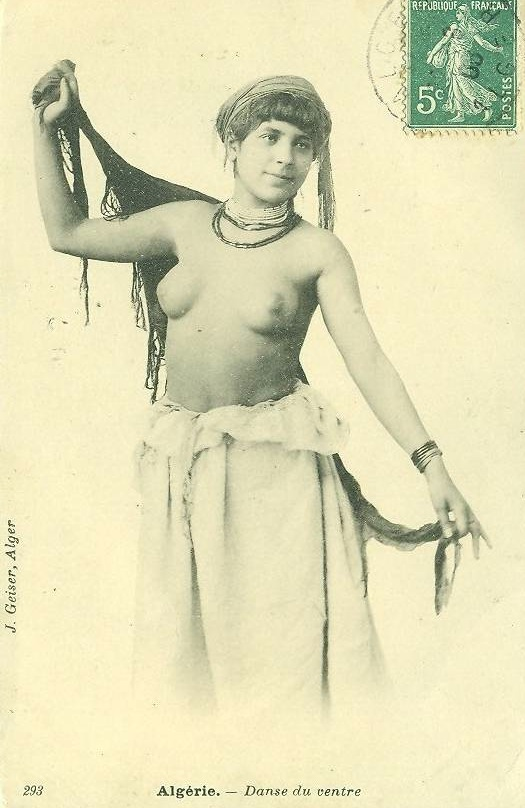
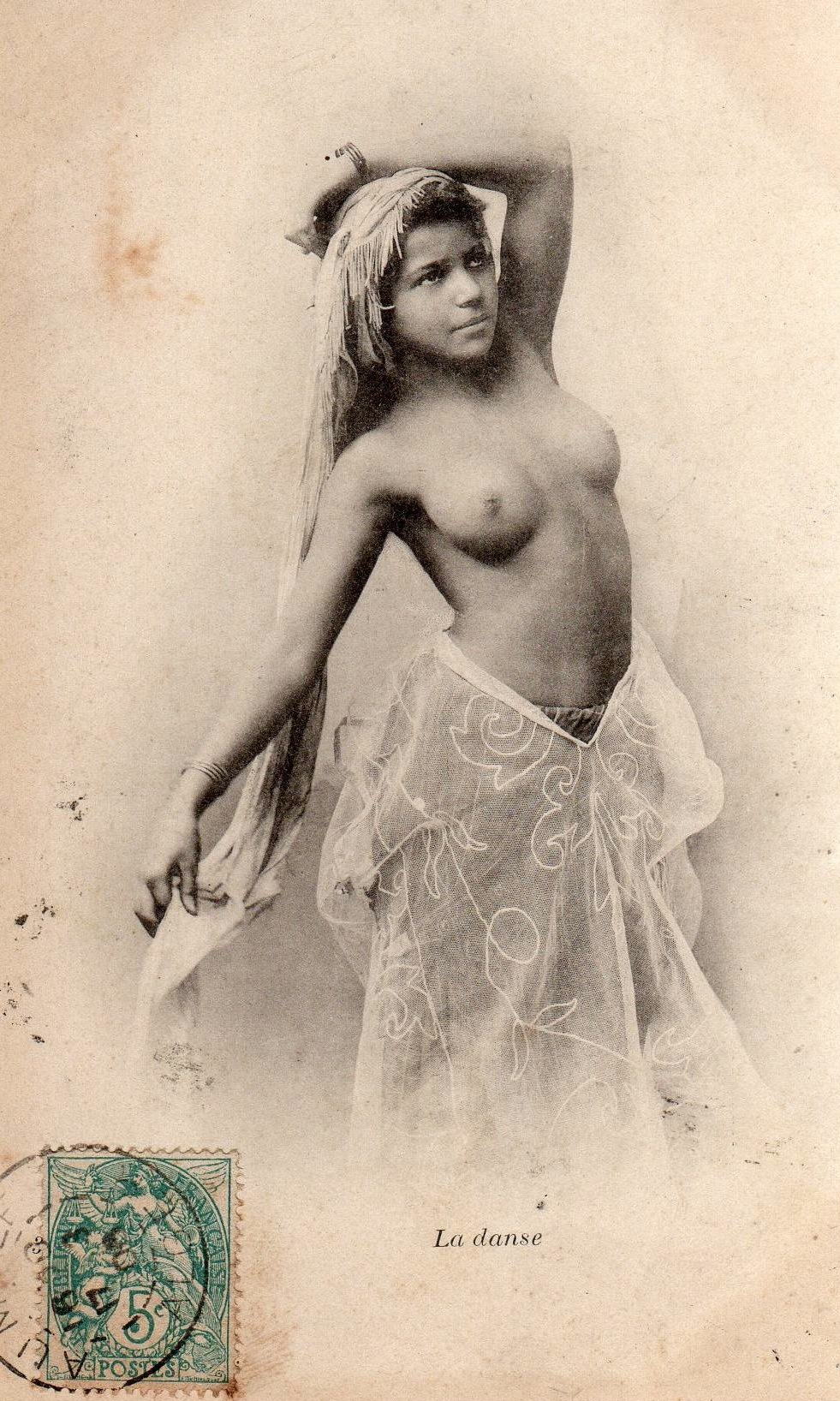
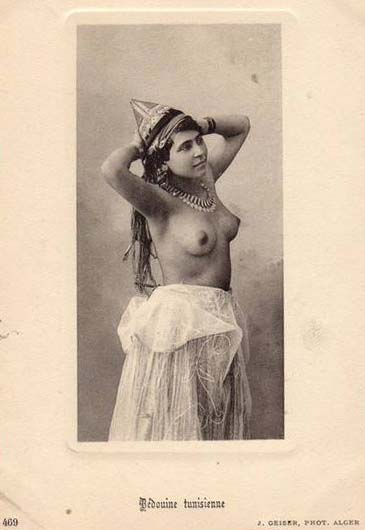
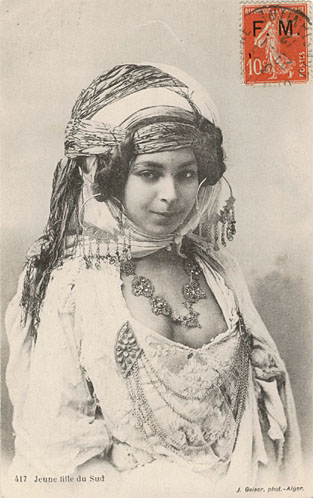
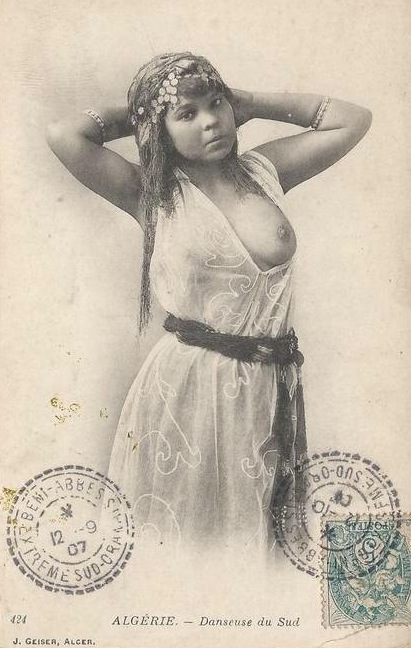
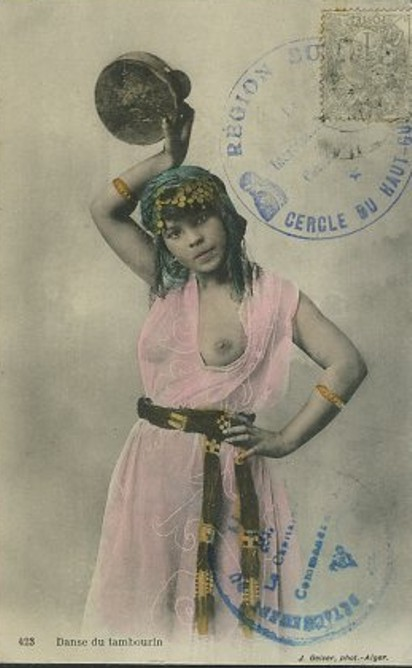
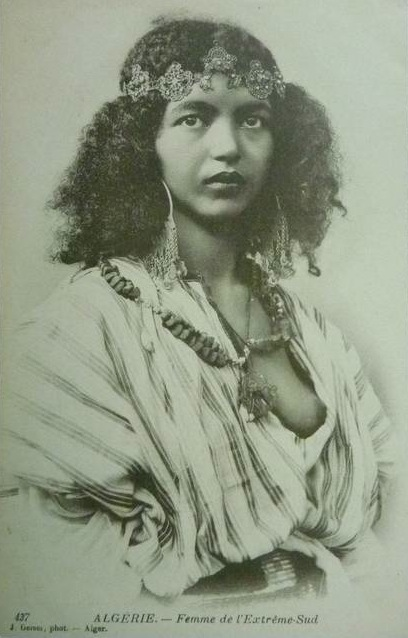
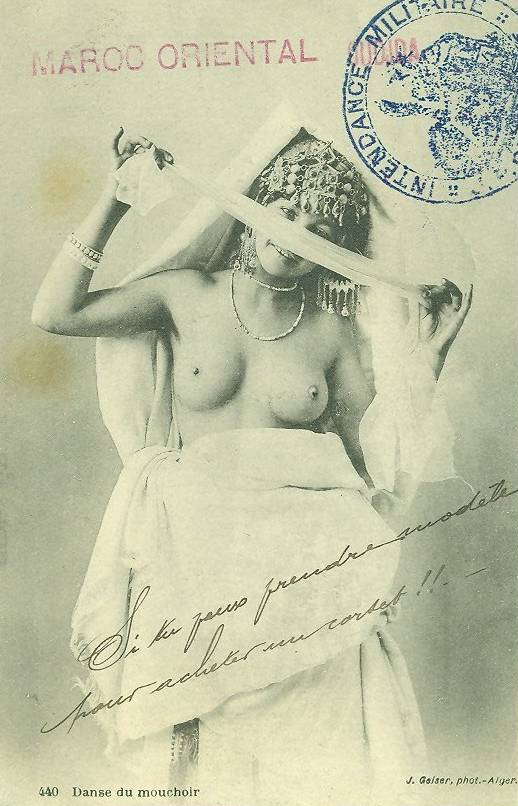
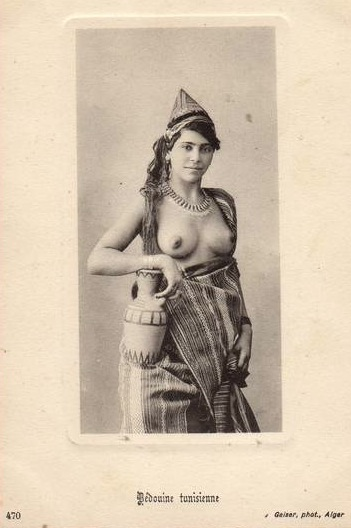
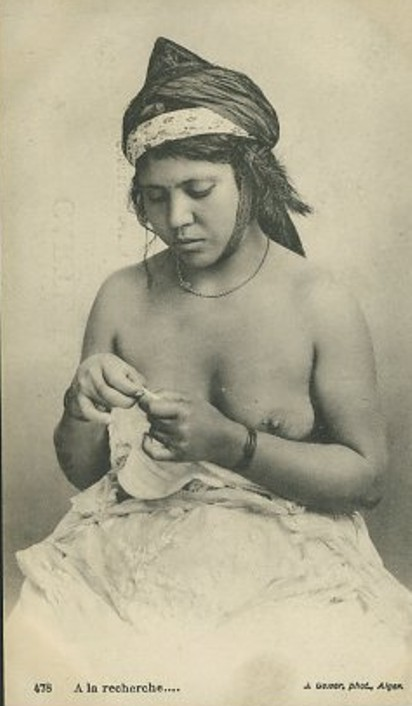
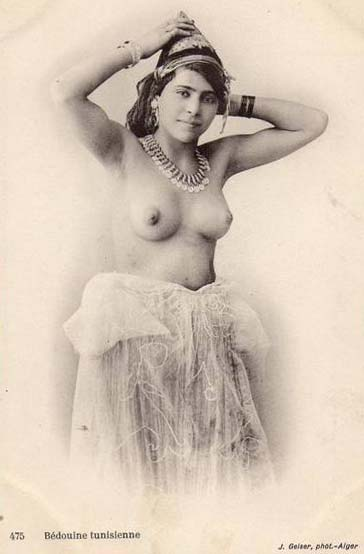
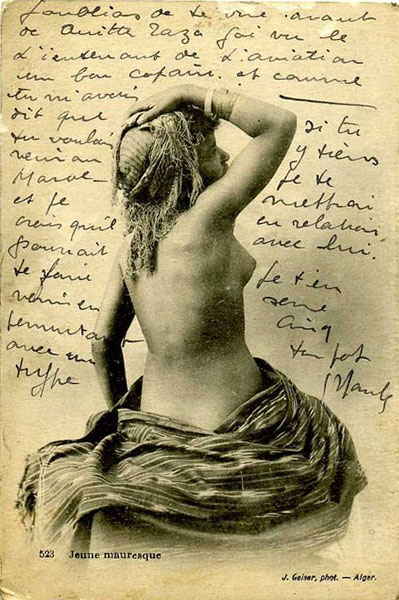
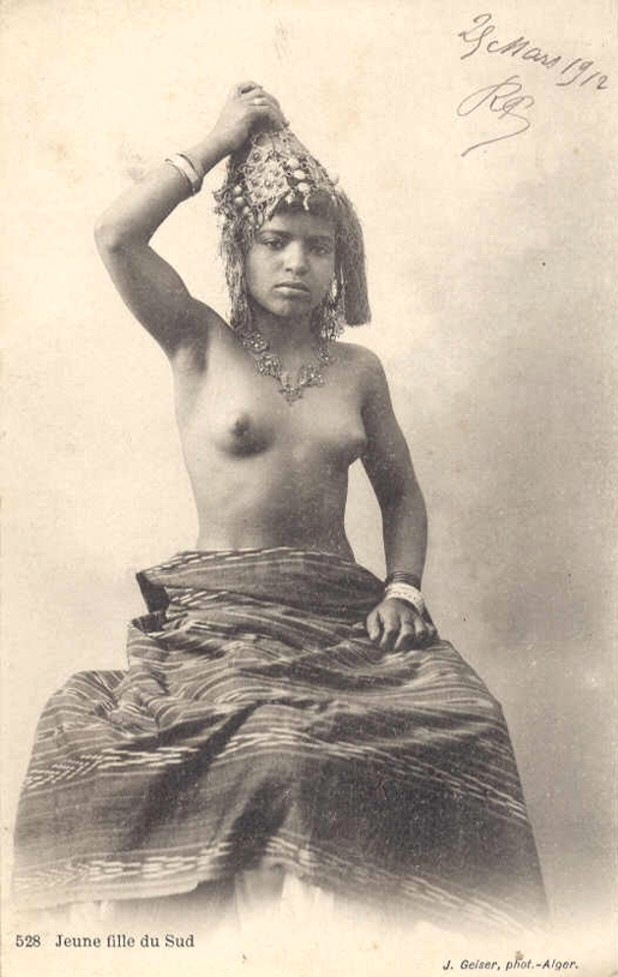
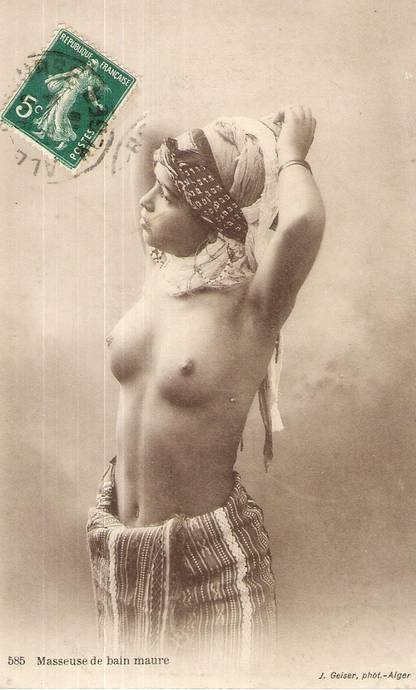
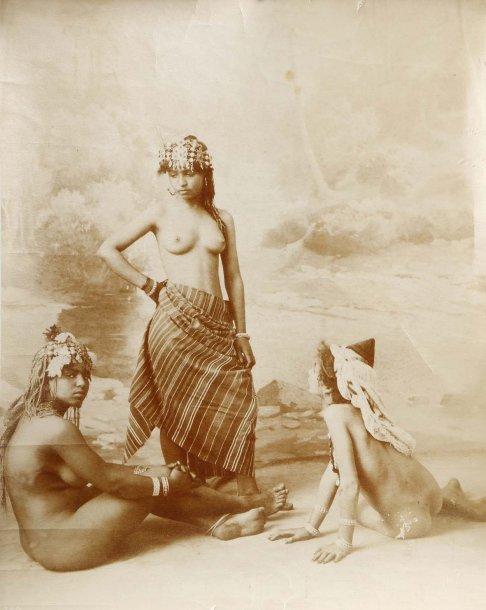
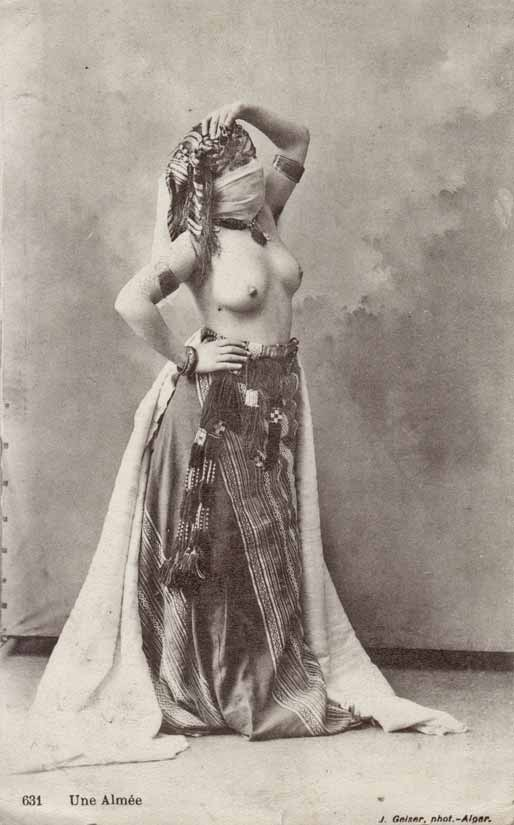
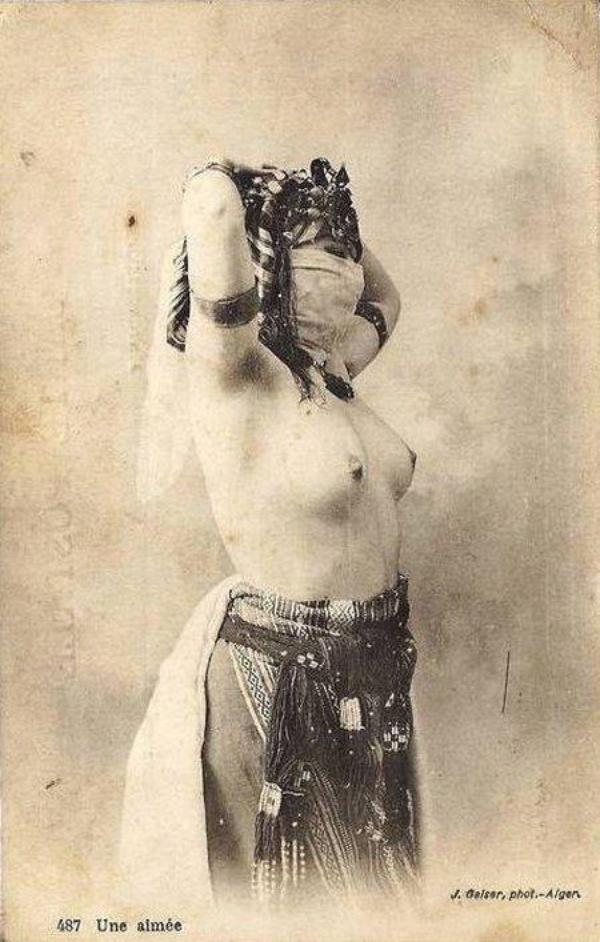
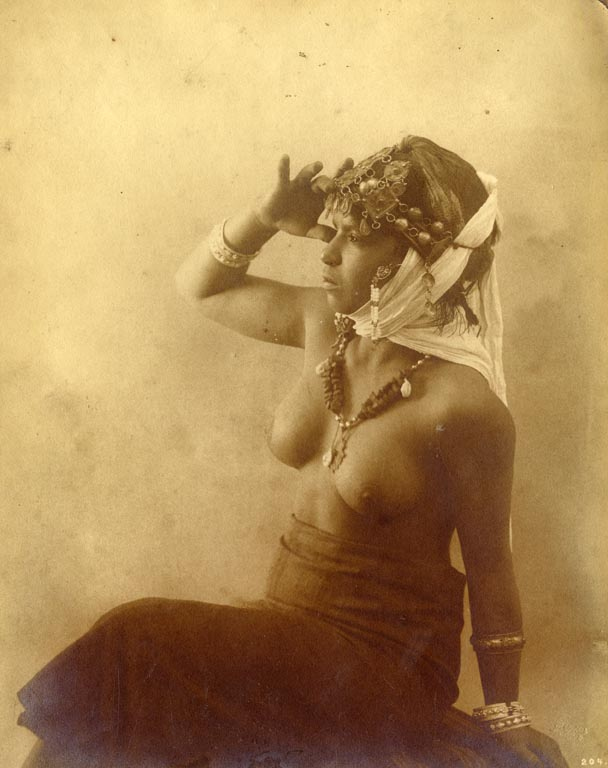
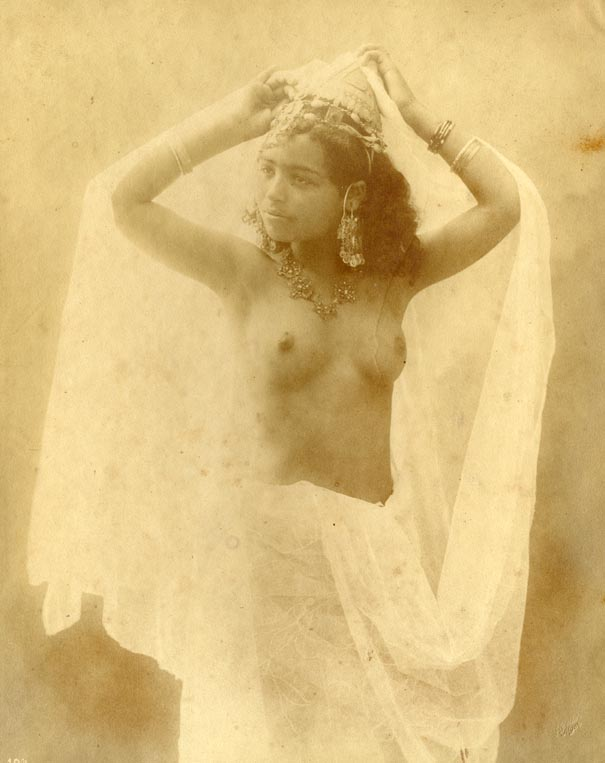
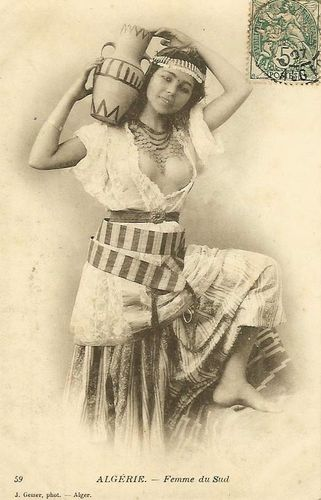
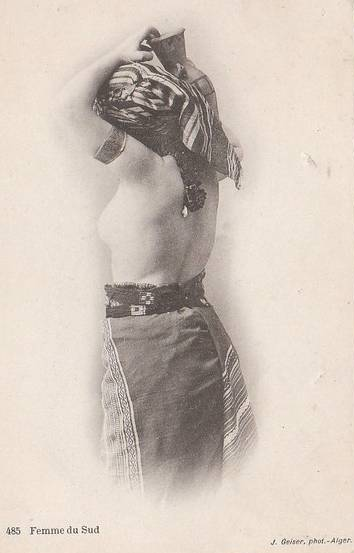
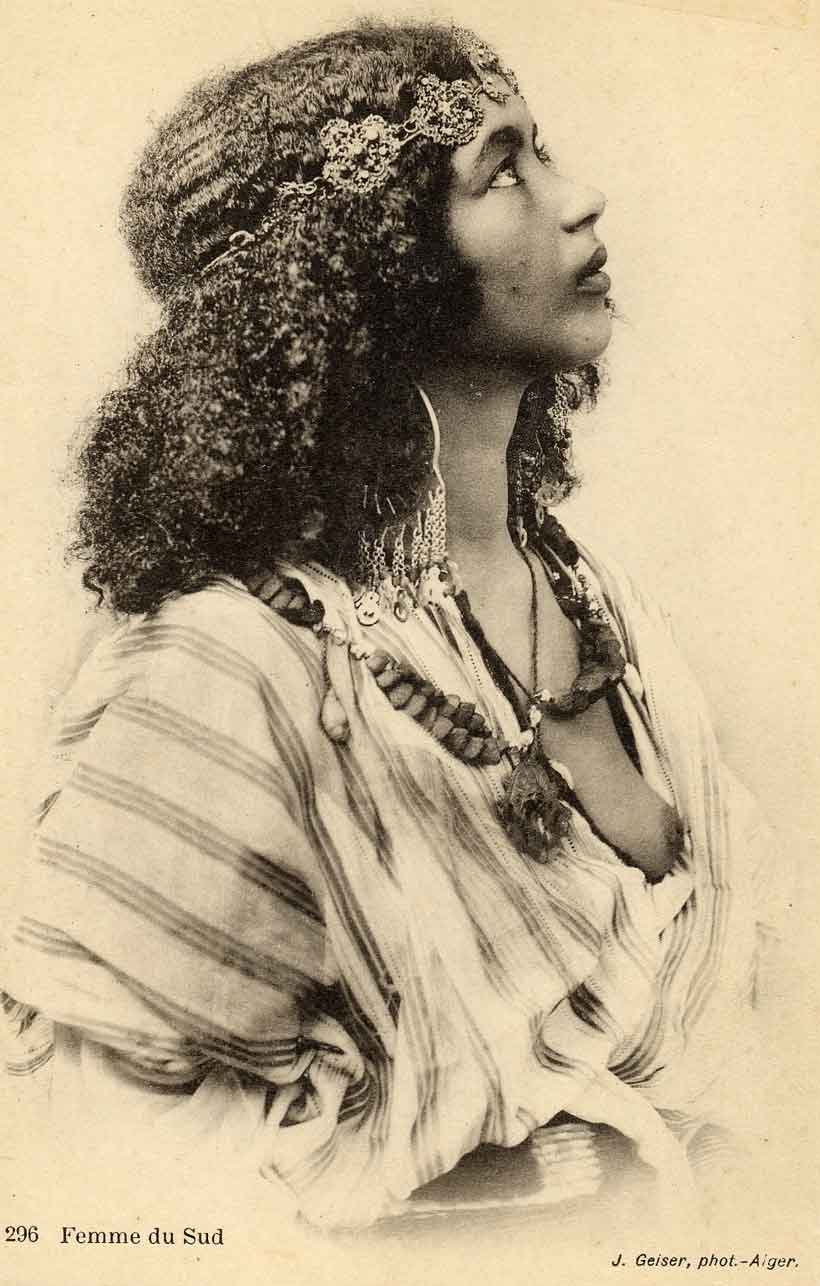